# Pappa polis
Pappa polis är en ungdomsroman skriven av Laura Trenter och kom ut i december 2000. Den finns även som talbok.

## Handling
Boken handlar om Julian som är 11 år. Julians pappa är polis och blir skjuten av ett motorcykelgäng. Pappan överlever men förövaren ser ut att gå fri och rädslan lever kvar. Julian börjar då att göra egna efterforskningar och hamnar plötsligt livsfarligt nära sanningen. Han träffar sedan MC-killen Jim och de blir vänner...